# گژگوش کووالچیک
گژگوش کووالچیک (لهستانی: Grzegorz Kowalczyk؛ زادهٔ ۱۲ مه ۱۹۶۷) بازیگر و هنرمند رقص اهل لهستان است.
از فیلم‌ها یا مجموعه‌های تلویزیونی که وی در آن‌ها نقش داشته‌است، می‌توان به هانس کلوس، قماری بالاتر از زندگی، راز ساگال، خانه، طایفه، در خوشی و سختی، خودِ زندگی، در خیابان سپولنی، موج جرم و جنایت، خانه کشیش، دو روی سکه، تنها عشق، یک قلب گرم، دوران افتخار، پدر متیو، کمیسر آلکس، تاج پادشاهان، جاسوسان ورشو، ژنرال نیل، تقارن، بیگانه، پسرها گریه نمی‌کنند و قضاوت درباره فراچیشکا کووسا اشاره نمود.